# Svenska Folkförbundet i Östersjöprovinserna
Der Svenska Folkförbundet i Östersjöprovinserna (estnisch: Rootsi Rahvaliit, deutsch: Schwedischer Volksbund in den Ostseeprovinzen) war eine Partei, die zwischen den beiden Weltkriegen die Interessen der schwedischen Minderheit in Estland vertrat.
Die Gründung der Partei erfolgte 1917, ab 1918 veröffentlichte sie die Zeitschrift Kustbon.  Am 22. März 1919 fand ein Parteitag statt, auf dem die grundsätzlichen Ziele abgesteckt wurden, die Estlandschweden beanspruchten einen Ministerposten in künftigen Regierungen und eine garantierte Quote an Parlamentssitzen. Sie verlangten nach kultureller Autonomie mit unabhängigem, aber finanziell gleichgestelltem Schulwesen, Schwedisch als Unterrichtssprache an staatlichen Hochschulen, in der Verwaltung und in Gerichtsfällen, die Estlandschweden betrafen.
Svenska Folkförbundet i Östersjöprovinserna entsandte während mehrerer Legislaturperioden Vertreter ins estnische Parlament, den Riigikogu. Der Hauptsitz befand sich, angeschlossen an die schwedische Sankt-Michaelis-Gemeinde und die schwedischsprachige Schule, an der Adresse Rüütli 9 in Tallinn.
Ab 1929 bildete der Schwedische Volksbund in Estland einen gemeinsamen Wahlblock mit der Deutschbaltischen Partei.
1935 wurde den politischen Organisationen unter der Regierung Päts ein Publikationsverbot auferlegt, die Zeitschrift Kustbon wurde verboten. Stattdessen wurde Nya Kustbon als unpolitische Veröffentlichung ins Leben gerufen.